# Gabunische Fußballnationalmannschaft (U-23-Männer)
Die gabunische U-23-Fußballnationalmannschaft ist eine Auswahlmannschaft Gabunischer Fußballspieler, die der Fédération Gabonaise de Football unterliegt. Sie repräsentiert den Verband bei internationalen Freundschaftsspielen wie auch von 1991 bis 2015 bei den Afrikaspielen und seit 2011 beim U-23-Afrika-Cup, welcher über die Teilnahme an den Olympischen Sommerspielen entscheidet.

## Geschichte

### Afrikaspiele
Erstmals bei einer Qualifikationsphase für die Afrikaspiele nach 1991 trat die Mannschaft in der zu den Spielen im Jahr 1999 an. Hier schied man jedoch bereits in der ersten Runde nach Hin- und Rückspiel mit 2:3 gegen die Zentralafrikanische Republik aus. Danach dauerte es bis zum Jahr 2007, bis man wieder an einer Qualifikation teilnahm. Hier hatte man den Vorteil, dass man in der ersten Runde gegen die Demokratische Republik Kongo kampflos gewann und so in die Dritte Runde gegen Kamerun vorstoßen konnte, denen unterlag man jedoch mit 2:5 nach Hin- und Rückspiel, womit es erneut nicht mit einer Qualifikation klappte.
In der Vorrunde der Qualifikation für die Spiele 2011, traf man erneut auf die DR Kongo, diesmal unterlag man jedoch nach Hin- und Rückspiel mit 1:3 und schied somit diesmal noch früher aus dieser Phase aus. Auch bei der Entscheidung um die Teilnahme zum Turnier der Spiele im Jahr 2019 kam man nicht weit und schied nach Hin- und Rückspiel mit 1:6 diesmal gegen Nigeria aus. Seit den Spielen 2019 ist es die Aufgabe der U-20 sich für den Wettbewerb zu qualifizieren.

### U-23-Afrika-Cup
Bei der Qualifikation zur Erstaustragung des U-23-Afrika-Cup im Jahr 2011, wurde das Team gegen das Swaziland gezogen und konnte sich gegen diese erfolgreich durchsetzen. In der zweiten Runde gelang dann auch gegen Mali ein knapper 1:0-Sieg nach Hin- und Rückspiel, was der Mannschaft schließlich die Teilnahme an der Endrunde ermöglichte. Nach einem zweiten Platz in der Gruppenphase, ließ man auch im Halbfinale Senegal hinter sich und schlug im Finale außerdem den Gastgeber Marokko, was den Sieg bei diesem Turnier einbrachte. Damit qualifizierte sich das Team dann auch für das Turnier bei den Olympischen Sommerspielen 2012 in London was dass erste Mal in der Geschichte des Landes war.
Bei der Qualifikation für den Afrika-Cup 2015 wurde die Mannschaft gegen Mali gezogen, hier schied man nach Hin- und Rückspiel glatt mit 0:3 aus und konnte sich somit nicht für die Endrunde qualifizieren. Auch bei der Qualifikationsphase zur Austragung im Jahr 2019 lief es nicht besser und man startete in der Zweiten Runde gegen Senegal, gegen welche man gleich im Hinspiel mit 0:4 verlor und somit das 0:0 im Rückspiel nichts mehr half. So schied man wieder relativ früh in der Qualifikation aus. Bei der Qualifikation für das Turnier im Jahr 2023 ist man nach einem 5:0-Sieg im Anschluss an ein Hin- und Rückspiel gegen Madagaskar zurzeit noch dabei und trifft im März 2023 auf Kamerun.

## Ergebnisse bei Turnieren
| Jahr | Platzierung        |
| ---- | ------------------ |
| 1991 | nicht teilgenommen |
| 1995 | nicht teilgenommen |
| 1999 | nicht qualifiziert |
| 2003 | nicht teilgenommen |
| 2007 | nicht qualifiziert |
| 2011 | nicht qualifiziert |
| 2015 | nicht qualifiziert |

| Jahr | Platzierung        |
| ---- | ------------------ |
| 2011 | 1. Platz           |
| 2015 | nicht qualifiziert |
| 2019 | nicht qualifiziert |
| 2023 | steht noch aus     |